# Sobha
Sobha (în arabă صبحة) este o comună din provincia Chlef, Algeria.
Populația comunei este de 34.455 de locuitori (2008).